# Jánosházy György
Jánosházy György (Kolozsvár, 1922. június 20. – Marosvásárhely, 2015. február 20.) romániai magyar költő, műfordító, kritikus, szerkesztő.

## Életpályája
A Kolozsvári Unitárius Kollégium elvégzése (1942) után a Bolyai Tudományegyetemen jogtudományi (1946), a Szentgyörgyi István Színművészeti Főiskolán rendezői (1952) oklevelet szerzett. Előbb a Kolozsvári Takarékpénztár és Hitelbank tisztviselője (1943–45), majd az Erdély (1945–48), illetve az Igazság (1948) szerkesztője, a kolozsvári Állami Magyar Opera dramaturgja és rendezője (1949–58), Marosvásárhelyen a Művészet című folyóirat szerkesztője (1958), Kolozsvárra visszatérve a Korunk szerkesztőségében irodalmi és művészeti rovatvezető (1958–63), végül újra Marosvásárhelyen az Igaz Szó szerkesztője, illetve 1969-től 1990-ig főszerkesztő-helyettese. 1990–1991 között a Látó főszerkesztő-helyettese.
Első verseit a budapesti Újság közölte (1943). Írásai és műfordításai jelentek meg Budapesten a Népszava, Új Idők, Híd, Forrás, majd Kortárs, Nagyvilág, Romániában pedig az Erdélyi Helikon, Utunk, A Hét, Előre, Művészet, Új Élet, Korunk, Igaz Szó hasábjain. Műfordításaival jelentős szerepet játszott a román irodalom magyar nyelvű tolmácsolásában. Mihai Eminescu, Alexandru Philippide, Ion Barbu verseit fordította le költői újrateremtéssel; fordításában és utó-, illetve előszavával jelentek meg Dan Deşliu (1955), Geo Bogza (1959) és Tudor Arghezi válogatott prózai írásai (1963), Camil Petrescu Velencei történet című színműve (1969), részben saját fordításában Ion Pillat válogatott versei (1974). Ő ültette át Francisc Păcurariu Labirintus című regényét (1979).
Angol, francia, olasz, spanyol, katalán, német nyelvtudása segítségével ablakot nyitott a romániai magyar szellemi élet világirodalmi kitekintése számára. Fehér kövön fekete kő címen (1965) spanyol és portugál, Körtánc fantomokkal címen (1972) mai katalán költőket mutatott be magyarul; fordításaival szerepel számos antológiában, így az ibériai világ költészetét bemutató Heszperidák kertje című gyűjteményben (Budapest, 1971), A küzdő Sámson fordításával vett részt Milton válogatott költői műveinek magyar kiadásában (Budapest, 1978), valamint a Tenger és alkonyég között című angol lírai gyűjteményben (Kolozsvár, 1978). Fordításában jelent meg Shakespeare III. Edward című drámája (1969) és Thomas Otway A megóvott Velence vagy Az elárvult összeesküvés című tragédiája (1978). Előszóval látta el Daniel Defoe A londoni pestis című művét (Téka, 1980), utószavaival jelent meg magyarul G. B. Shaw, Dürrenmatt, Calderón, Gabriel García Márquez, Mario Vargas Llosa, Alejo Carpentier, José Maria Eça de Queirós, Ben Jonson több romániai kiadású műve (1963-82).
A magyar klasszikus irodalom korszerű értelmezéséhez és népszerűsítéséhez járultak hozzá Vörösmarty, Katona, Madách, Juhász Gyula, Karinthy Frigyes műveihez írott előszavai a Tanulók Könyvtára sorozatában. A Csongor és Tünde román nyelvű kiadása is az ő tanulmányával jelent meg.
Operaszöveget írt Petőfi A helység kalapácsa című elbeszélő költeményéből, melyet Junger Ervin zenéjével 1967 decemberében mutatott be az Állami Magyar Opera Kolozsvárt. Háromfelvonásos librettót készített elő Hencz József Budai Nagy Antal-operája számára. Művészettörténeti tájékozottságáról nemcsak Incze Jánost és Bene Józsefet bemutató monográfiái vallanak, hanem műkritikái is, melyekkel évtizedeken át értékeli és bírálja kiállító képzőművészeinket, előadó- és színművészeinket a folyóiratokban és napilapokban.
2012 őszén megkapta a Romániai Magyar Könyves Céh életműdíját.

### Önálló munkái
- Az őrült nagyúr jármában; Minerva, Cluj-Kolozsvár, 1947
- Giordano Bruno – Galilei – Campanella; bev. C. I. Gulian, I. Banu; ford. Jánosházy György, Kiss Géza; Tudományos Kiadó, Bukarest, 1952
- Három klasszikus dráma. Irodalomtörténeti tanulmányok; Irodalmi Kiadó, Bukarest, 1964 (Kritikai kiskönyvtár)
- Bábel tornya. Jegyzetek a mai nyugati drámáról; Irodalmi Kiadó, Bukarest, 1966
- Rím és rivalda (esszék, kritikák); Irodalmi, Bukarest, 1969
- Incze János (monográfia); Kriterion, Bukarest, 1977
- Korok, emberek. Esszék, tanulmányok; Dacia, Kolozsvár-Napoca, 1978
- Bene József (monográfia); Kriterion, Bukarest, 1980
- Lepkék szekrényben. Szonettek; Mentor, Marosvásárhely, 1994
- Innen semerre. Szonettek; Enciklopédia, Budapest, 1995
- Kulcsár Béla; szerk. Jánosházy György; Mentor, Marosvásárhely, 1998
- Böllérek miséje. Szonettek; Mentor, Marosvásárhely, 1999
- Kákonyi Csilla; Mentor, Marosvásárhely, 1999 (Mentor művészeti monográfiák)
- Barabás Éva; Mentor, Marosvásárhely, 2001 (Mentor művészeti monográfiák)
- Úszó sziget. Szonettek; Mentor, Marosvásárhely, 2002
- Marx József; Mentor, Marosvásárhely, 2002 (Mentor művészeti monográfiák)
- Bagolytükör. Szonettek; Mentor, Marosvásárhely, 2003
- Vízöntő. Szonettek; Mentor, Marosvásárhely, 2005
- Hiába ordítsz. Szonettek; Mentor, Marosvásárhely, 2009
- Árnyékvitéz. Szonettek; Mentor, Marosvásárhely, 2012
- Hulló csillag. Szonettek; Mentor Könyvek, Marosvásárhely, 2015

### Fordításai
- Jefremov, Ivan Antonovics: Szélrózsa. Elbeszélések; Arlus–Cartea Rusă, Oradea [Nagyvárad], 1947
- Mihail Sadoveanu: A balta. Regény; ford. Jánosházi György, Sütő András; Állami, Bukarest, 1949
- Mihail Davidoglu: Bányászok. Színmű; Révai, Budapest, 1950 (Révai könyvtár)
- Vladimir Colin: A Kormorán tengerre száll. Elbeszélés; Irodalmi és Művészeti Kiadó, Bukarest, 1952
- Dan Deliu: Máramarosi bányászok. Ruszkafalvi Lázár; Irodalmi és Művészeti Kiadó, Bukarest 1955
- Geo Bogza: Válogatott írások; ford., utószó Jánosházy György; Irodalmi és Művészeti Kiadó, Bukarest, 1958
- Tudor Arghezi: Morzsányi tavasz; Ifjúsági, Bukarest, 1962 (Napsugár könyvek)
- Tudor Arghezi: Ötperces mese. Prózai írások; Irodalmi Kiadó, Bukarest, 1963
- Fehér kövön fekete kő. Spanyol és portugál versek; vál., ford. Jánosházy György; Irodalmi, Bukarest, 1965
- Százegy szonett; Irodalmi Kiadó, Bukarest, 1968
- William Shakespeare: III. Edwárd. Dráma; ford., utószó Jánosházy György; Irodalmi Kiadó, Bukarest, 1969
- Körtánc fantomokkal. Modern katalán költők; ford., bev., jegyz. Jánosházy György; Kriterion, Bukarest, 1972
- Csillagok osztályosa. Jánosházy György versfordításai; Kriterion, Bukarest, 1973
- Alexandru Balaci: Niccoló Machiavelli; Gondolat–Albatrosz, Budapest–Bukarest, 1974
- John Milton: A küzdő Sámson. Tragédia; ford., utószó Jánosházy György; Kriterion, Bukarest, 1975
- Thomas Otway: A megóvott Velence vagy Az elárult összeesküvés. Tragédia; ford., utószó Jánosházy György; Kriterion, Bukarest, 1978 (Drámák)
- Francisc Pacurariu: Labirintus. Regény; Dacia, Kolozsvár-Napoca, 1978
- Szarvady Gyula: Istros. Opera három felvonásban. Zongorakivonat; szöv. Sebastian Popescu, Costica Ghinea, ford. Jánosházy György; s.l., s.n., 1978
- Alexandru Kiriescu: Szarkafészek. Komédia; ford., utószó Jánosházy György; Kriterion, Bukarest, 1985
- John Milton: Elveszett paradicsom; ford. Jánosy István, Jánosházy György, utószó Szenczi Miklós; Európa, Budapest, 1987 (A világirodalom klasszikusai)
- Ramiro de Maeztu: Don Quijote, Don Juan és Celestina. Elfogult esszék; ford., bev., jegyz. Jánosházy György; Kriterion, Bukarest, 1988
- William Shakespeare–John Fletcher: A két nemes rokon. Színmű öt felvonásban; ford. Jánosházy György; Mentor, Marosvásárhely, 1997
- Mi urunk Don Quijote. Spanyol költők antológiája; összeáll. Jánosházy György; Dacia, Kolozsvár, 1998
- Vágtató lovak. XX. századi katalán költők; ford., bev., jegyz. Jánosházy György; Mentor, Marosvásárhely, 1998 (Minoritates mundi)
- William Shakespeare: Coriolanus. Tragédia öt felvonásban; Mentor, Marosvásárhely, 1998
- William Shakespeare: Öt dráma / Pericles, Tyrus hercege / III. Edwárd / Ahogy tetszik / Szemet szemért / Macbeth; ford. Jánosházy György; Mentor, Marosvásárhely, 1999
- John Bunyan: Mire tanít a természet. Versek fiúknak, lányoknak; Koinónia, Kolozsvár, 2001
- H. P. Lovecraft: Árnyak a kapu előtt; ford. Jánosházy György, Tóth Máté; LAZI, Szeged, 2001
- Fernando de Rojas: Celestina; Mentor, Marosvásárhely, 2002 (Könyvbarát)
- Hamlet, Lear... és a többiek / Hamlet, dán királyfi / Troilus és Cressida / Lear király / Téli rege / A vihar; ford. Jánosházy György; Mentor, Marosvásárhely, 2002
- Szentivántól vízkeresztig. William Shakespeare komédiái / Az asszonyszelidítő / Szentivánéji álom / A velencei kalmár / Sok hűhó semmiért / Vízkereszt vagy Amit akartok / A londoni tékozló; ford. Jánosházy György; Mentor, Marosvásárhely, 2003
- Pierre de Marivaux: Hazugságok. Vígjátékok a szerelemről; Mentor, Marosvásárhely, 2004 (Könyvbarát)
- John Bunyan: A zarándok útja; Koinónia, Kolozsvár, 2005
- William Shakespeare 77 szonettje; szerk. Kuti Márta; Mentor, Marosvásárhely, 2005
- Megrontó szerelem. Mai katalán költők; vál., ford. Jánosházy György; Mentor, Marosvásárhely, 2006
- Luís de Camões 77 szonettje; Íbisz–Prae.hu, Budapest, 2007
- Michelangelo Buonarroti 77 szonettje; Mentor, Marosvásárhely, 2008
- Királyok éjszakája / A viszály. VI. Henrik / III. Richárd / II. Richárd / János király / Antonius és Kleopátra / Minden jó, ha vége jó; ford. Jánosházy György; Mentor, Marosvásárhely, 2008
- Wass Albert: Nagypénteki sirató; szerk. Nagy Pál, ford. Jánosházy György, Domokos Johanna; Mentor–Duna International, Marosvásárhely–Budapest, 2012

## Díjai
- Magyar Köztársasági Arany Érdemkereszt (1997)[3]
- Arany János-díj (2003)
- A Magyar Érdemrend lovagkeresztje (2007)